# Quercymegapodius
Quercymegapodius — викопний рід куроподібних птахів вимерлої родини Quercymegapodiidae. Рід існував в еоцені та олігоцені. Скам'янілі рештки роду знайдені у Франції.

## Види
- Quercymegapodius brodkorbi Mourer-Chauviré, 1992
- Quercymegapodius depereti Gaillard 1908